# ارمنی‌های گرجستان
ارمنی‌های گرجستان اقلیت قومی ساکن در گرجستان هستند؛ که به (ارمنی Վիրահայեր به لاتین Virahayer)، آن‌ها گروه اقلیتی بزرگ در گرجستان با ۵٪ جمعیت می‌باشند.
جمعیت ارمنی عمدتاً در تفلیس، و ناحیه سامتسخه-جاواختی که مرز جنوبی با ارمنستان را تشکیل می‌دهد ساکن هستند. آمار رسمی گرجی ارمنی‌های جاواخک را ۵۴٪ جمعیت این منطقه اعلام نموده است. در آبخازیا نیز ارمنیان دومین گروه بزرگ قومی بعد از گرجی‌ها را تشکیل می‌دهند.

## تاریخ
پیشینه ارمنیان در گرجستان به دوران باستان می‌رسد. آنان بیشتر در سرزمین‌های خاوری گرجستان سکونت داشتند که پادشاهی ایبری خوانده می‌شد. در سده یازدهم میلادی پس از سقوط پادشاهی دودمان باگراتونی در ارمنستان، ارمنیانی که به گرجستان روی آورده بودند در حیات سیاسی، نظامی و اقتصادی گرجستان نقش مؤثری به عهده گرفتند و در فرایند اتحاد گرجستان و آزادسازی قفقاز از سلطه ترکان سلجوقی نقشی مؤثر داشتند. مهاجرت ارمنیان به گرجستان که در سده‌های چهاردهم تا هجدهم میلادی همچنان ادامه داشت، در دهه سوم سده هجدهم میلادی دامنه گسترده‌تری یافت. تا نیمه‌های سده نوزدهم میلادی در بسیاری از شهرها بیشتر سکنه ارمنی بودند.
در سده‌های هجدهم و نوزدهم، تجار ثروتمند ارمنی از قبیل جواهر فروشان مشهور و کارخانه داران نفتی، سرمایه‌گذاری کلانی در تجارت گرجستان نموده و به ساخت مراکز فرهنگی و مدارس کمک نمودند. تعداد ارمنی‌ها به‌طور تصاعدی افزایش یافت به گونه‌ای که تفلیس پایتخت این کشور برای ارمنیانی که از خارج به گرجستان آمده بودند برای ارمنی‌های شرقی یا به زبان ارمنی «آرولاهایر» در اوائل سده نوزدهم تبدیل به یک مرکز واقعی شد چنان‌که استانبول نیز مرکز فرهنگی ارمنی‌های غربی یا به زبان ارمنی «آرومداهایر» شده بود.
در سال‌های ۱۸۲۹ و ۱۸۳۰ میلادی در پی انعقاد پیمان آدریاناپل (۱۸۲۹)، قریب ۵۸٬۰۰۰ ارمنی از ارزروم و نواحی شرقی عثمانی اسکان یافتند. این گروه در شهرهایی چون آخالتسیخه و آخالکالاکی مستقر شدند. مهاجرت ارمنیان به گرجستان در سال‌های ۱۸۹۴ تا ۱۸۹۶ میلادی به سبب قتل‌عام‌های گسترده در ارمنستان غربی ابعاد وسیع تری یافت.

## معماری
ارمنیان آثار معماری با ارزشی در گرجستان از خود باقی گذاشتند و تفلیس دارای آثار ارزشمندی از معماری است که توسط ارمنیان برجسته در سده‌های گذشته ساخته شده‌اند. تعدادی از ساختمان‌ها که توسط ارمنیان بانفوذ ساخته شده‌اند و برخی از بناهای جذاب تاریخی را در بر می‌گیرند در تفلیس وجود دارند.

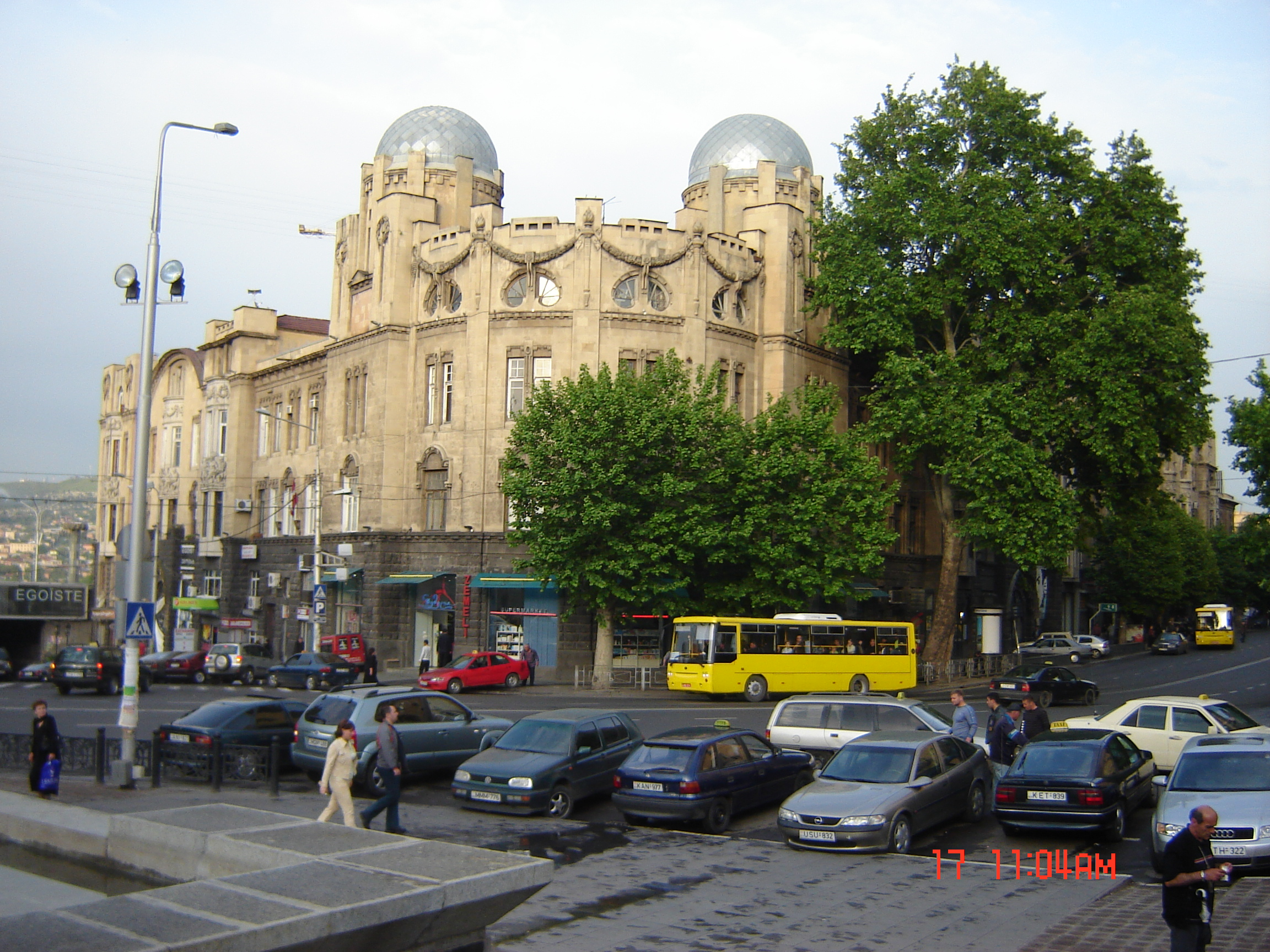
خانه ملیک آزاریانتس در تفلیس

برای نمونه می‌توان خانه زیبای «ملیک آزاریانتس» در تفلیس در خیابان اصلی موسوم به «خیابان روستاولی» را نام برد.
گنبدهای کلیساهای ارمنی در تمامی قسمت‌های شهر قابل رویت هستند ولی ناقوس‌هایشان چندین سال است که بی صدا مانده‌اند. در آغاز سده بیستم سی کلیسای ارمنی در تفلیس وجود داشت.
کلیسای ارمنی «نوراشن» که یک بنای معماری از سال ۱۷۰۱ میلادی بوده نابود شده است. دیوارهای نوراشن که به معنی ساختمان جدید بود از سوی نقاش «هوناتان هوناتانیان» که نقاش «ایراکلی دوم» پادشاه گرجی بود تزئین شد اما هم‌اکنون روبه پوسیدگی و تباهی نهاده است.

## جنگ ارمنستان و گرجستان ۱۹۱۸
این جنگ یک جنگ مرزی در ۱۹۱۸ میلادی بین جمهوری دموکراتیک گرجستان و اولین جمهوری ارمنستان بر سر قسمت‌هایی از استان‌های مورد اختلاف استان لوری، جاواخک و مارنئولی که از لحاظ تاریخی سرزمین‌های دو فرهنگی ارمنی و گرجی محسوب می‌شدند رخ داد. در پایان جنگ جهانی اول تعدادی از این سرزمین‌ها از سوی عثمانی اشغال شدند وقتی آن‌ها آن جا را ترک کردند هم ارمنیان و هم گرجی‌ها مدعی کنترل آن‌ها شدند. این خصومت‌ها ادامه داشت تا اینکه معاهده آتش‌بس بریتانیایی امضا شد که به موجب آن قسمت مورد اختلاف مارنئولی تحت اداره مشترک ارمنی و گرجی درآمد و این وضعیت تا تأسیس حکومت شوروی در ارمنستان در سال ۱۹۲۰ ادامه یافت.
پس از سقوط حکومت گرجستان و تسلط حکومت شوراها در ژوئیه ۱۹۲۱ میلادی با تصمیم دفتر مرکزی حزب کمونیست قفقاز، بخش آخالکالاک و دیگر مناطق ارمنی‌نشین جاواخک به گرجستان واگذار شد. تحت حاکمیت گرجستان شوروی، جاواخک از نظر اداری به دو بخش آخالکالاک و بوگدانوفکا تقسیم شد.

## ارمنیان در گرجستان شوروی
بعد از تأسیس جمهوری سوسیالیستی گرجستان شوروی و با وجود تأسیس جمهوری سوسیالیستی ارمنستان شوروی، اکثر ارمنی‌ها تصمیم به ماندن و بهره‌مندی از کامیابیهای معقول زندگی به غیر از آزادی‌های مذهبی را نمودند. چنان‌که دولت کمونیست فعالانه اکثر کلیساهای ارمنی و بناهای فرهنگی را ملی اعلام کرد و آزادی‌های مذهبی جمعیت ارمنی متوقف شدند. در نتیجه این اقدام ده‌ها کلیسا بسته شدند و تنها دو کلیسا به فعالیت خود ادامه دادند.

## ارمنیان در جمهوری گرجستان
ارمنیان از تأسیس جمهوری گرجستان به امید شرایط زندگی بهتر بعد از فروپاشی حکومت شوروی استقبال نمودند؛ ولی وضعیت اقتصادی و به ویژه اجتماعی برای ارمنیان گرجستان مطلوب نبود. یکی از بزرگ‌ترین مشکلات عدم امکان ارمنیان گرجستان در استفاده از زبان خود در زندگی عمومی می‌باشد. سیاست‌های کنونی زبانی دولت بسیار خشن است و متهم به براندازی حقوق سابق اقلیت‌ها و استفاده از ارمنیان و روسها از زبانشان و کلاً محدودکننده دسترسی آن‌ها به مشاغل و آموزش و پرورش می‌باشد.
روبرت کوچاریان اصرار به یادگیری زبان گرجی از سوی ارمنی‌های گرجستان کرده است زیرا برای ورود در جامعه گرجی اساسی است.
او اعتقاد داشت که:
«ارمنی‌های این منطقه از گرجستان باید به فکر یادگیری زبان گرجی باشند به عوض اینکه فکر کنند که چگونه بتوانند زبان ارمنی را جایگزین آن کنند. بدون دانستن زبان گرجی، ارمنی‌ها در گرجستان مشاغل دولتی مهم و بزرگی نخواهند یافت و نمی‌توانند کسب و کار موفقیت‌آمیزی داشته باشند.»
تفلیس تنها سه مدرسه و دو کلیسای فعال ویژه ارمنیان دارد.

## ارمنی‌های تفلیس

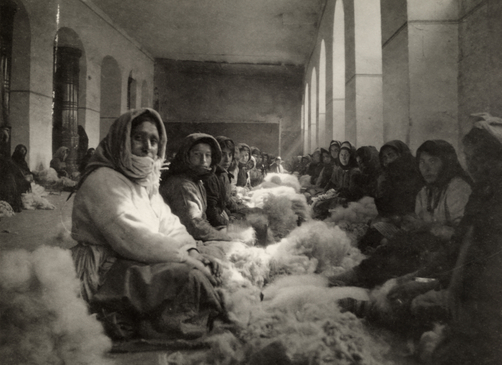
پناهندگان ارمنی از ترکیه در حال پنبه زنی در شهر تفلیس سال ۱۹۲۰.

پیشینه حضور ارمنیان در تفلیس به سده ششم میلادی می‌رسد. در سده نهم میلادی، در دوران حکومت اعراب در آسیای صغیر به سبب پناهنده شدند ارمنیان منطقه ساسون در دوران حکومت عرب‌ها در آسیای صغیر، جمعیت ارمنی تفلیس افزایش یافت. محمد بن جریر طبری می‌نویسد که در ۸۵۳ میلادی در دفاع از شهر در برابر حمله اعراب، ارمنیان نیز شرکت داشتند. پس از انقراض حکومت دودمان باگراتونی به سبب وضعیت نامطلوب حاکم، شمار ارمنیان در تفلیس افزایشی محسوس یافت. اما تا اواخر سده‌های میانی وجود جامعه بزرگی از ارمنیان گزارش نشده است.
ژوزف تورنفور، گیاه‌شناس و جهانگرد مشهور فرانسوی که از تفلیس دیدن کرده بود از بیست هزار جمعیت تفلیس ۱۴۵۰۰ نفر را ارمنی ذکر کرده است. ارمنیان تفلیس در دربار و امور حکومتی کشور مناصب مهمی را در اختیار داشتند. در دربار گرجستان پزشکان، آموزگاران، کاتبان، نقاشان و موسیقی دانان ارمنی بسیاری خدمت می‌کردند. «خاندان اشرافی تومانیان» به‌طور موروثی اداره دیوان حکومتی را بر عهده داشتند. «خاندان بهبوتیان» نیز به اداره امور شهر می‌پرداختند.
در سده نوزدهم میلادی جمعیت تفلیس با مهاجرت ارمنیان به این شهر افزایش یافت. در ۱۸۴۰ میلادی جمعیت ارمنی تفلیس ۱۹۰۴۰ نفر و در ۱۸۴۴ میلادی ۲۹۳۰۴ نفر بود. در همین سال ۲۱ کلیسای ارمنی با ۶۵ روحانی و خادم کلیسا در تفلیس دایر بوده است. در پایان سده نوزدهم و آغاز سده بیستم میلادی ۶۲ درصد از مراکز تجارت و تولید تفلیس از آن ارمنیان بود. در ۱۸۴۱ میلادی نخستین شهردار تفلیس ایزمیریان بود.
تاریخ ارمنیان و چگونگی پراکندگی آن‌ها در تفلیس بسیار مهم است. بعد از فتح این منطقه توسط روسها، ارمنی‌هایی که از آذار و اذیت امپراطوری عثمانی به این منطقه فرار کرده بودند باعث جهش در جمعیت ارمنی این منطقه شدند، به گونه‌ای که جمعیت آن‌ها به ۴۰٪ کل جمعیت شهر رسید تعدادی از شهرداران و طبقه تجار ارمنی بوده و قسمت عمده قدیمی شهر از سوی ارمنی‌ها ساخته شد تا همین اواخر در همسایگی «آولابار» و ناحیه عرض رودخانه به شدت از ارمنیان پر شده بود اما این آمار در دو دهه اخیر تغییر عمده‌ای کرده است. بنابر سرشماری ۱۹۵۹ میلادی ارمنیان تفلیس ۲۱/۳ درصد، در ۱۹۷۰ میلادی ۱۶/۹ درصد و در ۱۹۷۹ میلادی ۱۴/۵ درصد جمعیت شهر ۷۶۷٬۱۵۲ را تشکیل می‌دادند. در ۲۰۰۳ میلادی حدود ۱۵۰ هزار ارمنی در تفلیس سکونت داشتند.

## ستیز در تخریب و تخصیص کلیساهای ارمنی
از میان ۲۹ کلیسای ارمنی در آغاز سده بیستم تنها دو تا از آن‌ها مشغول به کارند یکی کلیسای گئورگ مقدس (تفلیس) در بخش قدیمی ارمنی‌نشین شهر و دیگری کلیسای اچمیادزین (تفلیس) در آولابار (که یک منطقه گرجی است) بقیه آن‌ها یا نابود شده یا تبدیل به کلیساهای گرجی شده‌اند در شانزده نوامبر ۲۰۰۸ بر اساس مباحثات کشیش گرجی کاوشهای سازمان یافته‌ای در اطراف کلیسای نوراشن مقدس صورت گرفت که در طی آن سنگ قبرهای پیشینیان هنر ارمنی که در حیاط کلیسا دفن شده بودند برداشته شدند.

## ارمنی‌های سامتسخه-جاواختی
ارمنی‌ها اکثریت جمعیت در این منطقه را تشکیل می‌دهند اتحادیه دموکراتیک متحد ارمنی‌ها محلی «جاواخک برای جاواخک» در محدوده گرجستان یک استقلال محلی را پیشنهاد کرده است. این امر افزایش احساسات ضد ارمنی در گرجستان را نتیجه داده زیرا برای گرجیها یادبود تقاضای استقلال برای آبخاز، اوستیای جنوبی و آجارستان را که گرجستان آن‌ها را مرزهای تاریخی خود در نظر می‌گیرد تداعی می‌کند با وجود این گفته می‌شود که خواست ارمنی‌های جاواخک تفاوت و فاصله زیادی با خواست سایر مناطق دارد.

موقعیت سامتسخه-جاواختی در نقشه

خط لوله نفتی «باکو تفلیس جیحان» و «خط لوله گاز طبیعی قفقاز جنوبی» که از طریق این منطقه می‌گذرد با مخالفت‌هایی از سوی ارمنی‌های محلی مواجه شده است، و همچنین «خط آهن قارص آخالکالاک باکو» که ارمنستان را جدا می‌کند.

### پیش زمینه
ارمنی‌ها در سامتسخه-جاواختی معتقدند که قربانی سیاست انتقال ناشی از توازن جمعیتی تعدادی از خانواده‌های گرجی که در آن جا سکونت داشته‌اند شده‌اند. ارمنی‌ها همچنین معتقدند که در این منطقه دست‌خوش محرومیت‌ها و تبعیضات دولتی قرار گرفته‌اند. آن‌ها با وجود اینکه در این منطقه در اکثریتند و به‌طور کلی می‌توان گفت که در گرجستان از اقلیت‌های بزرگ محسوب می‌شوند ولی در خصوص آموزش زبان ارمنی و تدریس آن در این کشور و نیز در برخورد با کلیسای حواری ارمنی، تبعیضات آشکاری اعمال می‌گردد. تعدادی از ارمنی‌ها در اوائل سده نوزدهم در نتیجه سیاست‌های روسی اعمال شده از سوی ژنرال ایوان پاسکویچ به این منطقه بازگردانده شدند، زیرا این منطقه قبلاً مدت‌ها در دست ترک‌های مسختی بوده و آن‌ها در این منطقه توانسته بودند توازن جمعیتی را به نفع خود تغییر دهند. البته ارمنی‌های بیشتری بعد از نسل‌کشی ارمنیان به این منطقه آمدند.
برخی از گروه‌های سیاسی جمهوری ارمنستان و جماعت ارمنیان پراکنده و به نحو قابل توجهی فدراسیون انقلابی ارمنی علیه دولت گرجستان این ادعا را مطرح می‌کنند که جاواخک (نام ارمنی سامتسخه-جاواختی) باید متعلق به ارمنیان باشد. ارمنستان متحد کلیه سرزمینهای تعیین شده به وسیلهٔ معاهده سور و نیز مناطق آرتساخ، جاواخک و نخجوان را در برخواهد گرفت.

### تاریخ
جاواخک، یکی از استان‌های ایالت گوگارک در شمال ارمنستان بزرگ بوده و به مدت دو هزار سال جزئی از قلمرو حکومت هایاسا بوده است. این منطقه در سنگ نوشته‌های آرگیشتی یکم به صورت «جاباخا» آمده است.
ارامنه عمدتاً در مناطق آخالکالاکی و نینوتسمیندا متمرکزند. در آغاز سال ۱۹۱۸ میلادی جمعیت آخالکالاکی ۱۲۰٬۰۰۰ نفر بود که از این میان ۸۹۰۰۰ نفرشان ارمنی بودند (حدود ۷۴٪) ترک‌های مسختی ۸۰۰۰ نفر (۷٪) و سایر اقوام ۲۳٬۰۰۰ نفر (۱۹٪) بودند. در این دوره در آخالکالاکی ۱۱۱ روستا وجود داشت که ۶۶ تای آن‌ها ارمنی، ۲۴ تای آن‌ها ترکی، ۹ تای آن‌ها روسی و ۱۰ تای آن‌ها گرجی بودند (دو روستای «وارگاو» و «هزاباورا» جمعیت ارمنیشان با گرجیها ادغام شدند) و یک روستا هم دارای جمعیتی آمیخته از ارمنی و گرجیها بود.
امروزه با جمعیت ارمنی بومی سامتسخه-جاواختی و تسالکا سعی می‌شود به نوعی در جهت سیاست ضد ارمنی دولت گرجستان مقابله گردد. در سال‌های اولیه حکومت شوروی در گرجستان در سرزمینی که امروزه سامتسخه-جاواختی نامیده می‌شود ۲۰۰٬۴۰۳ نفر زندگی می‌کردند و ترکیب ملی این منطقه به قرار زیر بوده است:
- ارمنیان ۱۰۹۷۴۸ نفر ۵۴٫۸٪
- ترک‌های مسختی ۵۷۰۷۹ نفر ۲۸٫۵٪
- گرجیها ۱۸۵۳۶ نفر ۹٫۲٪
- سایر ملل ۱۵۰۴۰ نفر ۷٫۵٪

بنابراین ارمنیان اکثریت جمعیت این منطقه را دارا بودند. ترک‌های مسختی، یک چهارم جمعیت و گرجی‌ها نیز اقلیت مشهودی بودند.
در سال ۱۹۴۴ میلادی بنا بر تصمیم دولت اتحاد شوروی، جمعیت ترک‌های مسختی، سامتسخه-جاواختی (که تقریباً ۱۰۰٬۰۰۰ نفر بودند) به آسیای مرکزی (قزاقستان و ازبکستان) تبعید شدند. محل اقامت قبلی آن‌ها با جمعیت گرجی ایمرتی پر شد.
از ۱۲۰ روستای خالی شده از ترک‌های مسختی ۱۱۵ تای آن‌ها در «آدیگن»، آخالتسیخه و «آسپیندزا» بودند که ۶۵ تای آن‌ها از سوی جمعیت گرجی خارجی از ایمرتی اسکان داده شدند. سایر روستاها به‌طور اساسی متروکه ماندند تنها پنج روستا در آخالکالاکی (ساگامو، خاوت، ارینجا، داونیا و کارسپ) و ناحیه «بوگدانووکا» با جمعیت ارمنی پر شدند.
دولت محلی گرجستان، جمعیت ارمنی را از سکونت در روستاهای دورافتاده منع کرده و تنها وقتی با اقامت آنان موافقت کرده است که به نظر می‌رسد تازه واردین گرجی به‌طور گسترده از زندگی در شرایط سخت آب و هوایی آن منطقه امتناع نموده باشند.

## ارمنی‌های آبخازیا
ارمنی‌ها در آبخاز بعد از آبخازها دومین گروه بزرگ جمعیتی قومی را تشکیل می‌دهند. ارمنیان در اواخر سده نوزدهم و اوائل سده بیستم در آبخازیا ساکن شدند و هم‌اکنون در نواحی گاگرا، سوخومی و «گولریپش» بزرگ‌ترین گروه قومی با بیست درصد از جمعیت و به‌طور کلی ۴۵۰۰۰ نفر از جمعیت ۲۱۵٬۰۰۰ نفری آبخازیا را تشکیل می‌دهند.

## ارمنی‌های آجاریا
در آجاریا ۶۳٪ جمعیت را گرجی‌ها شامل گرجی‌های ارتدکس و مسلمان تشکیل می‌دهند و جمعیت ارمنی‌ها ۲٫۳٪ جمعیت این منطقه را شامل می‌شود.

## ارمنی‌های باتومی
در شهر باتومی بعد از گرجیها که جمعیت آن‌ها در این شهر ۱۰۴۳۱۳ نفر است ارمنیان با ۷٬۵۱۷ نفر دومین گروه بزرگ قومی در این شهر را تشکیل می‌دهند.

## پانتئون ارمنیان تفلیس

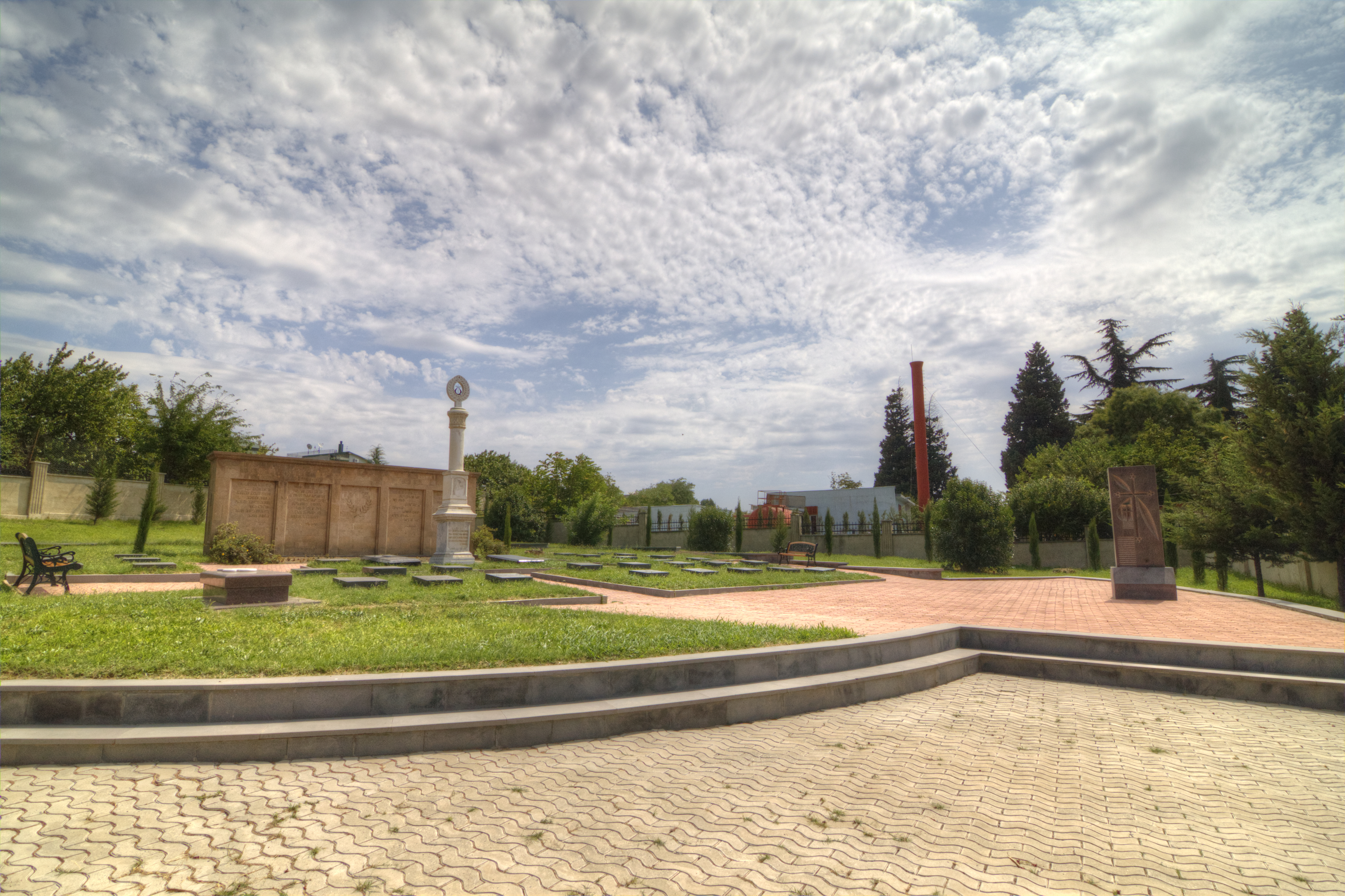

پانتئون ارمنیان تفلیس مجموعه بناهای ارمنی است که در بخش شمال شرقی ناحیه آولاباری تفلیس، گرجستان واقع شده است. تعدادی از نویسندگان، هنرمندان و شخصیت‌های مردمی ارمنی در آنجا دفن شده‌اند. در پانتئون (مجموعه آرامگاه) یک بنای یادبود بزرگ و به همراه کلیسای مریم مقدس وابسته به ارمنی‌های گرجستان قرار داشت. در سال ۱۹۳۷ میلادی کلیسا و بخشی از آرامگاه ویران شد؛ بیشتر بخش باقی‌مانده از آرامگاه بین سال‌های ۱۹۹۵ و ۲۰۰۴ در طی ساخت کلیسای جامع تثلیث تفلیس نابود شد. در حال حاضر بخش کوچکی از پانتئون به همراه تعدادی از سنگ قبرها باقی‌مانده است.

## کلیساهای متعلق به ارمنی‌های گرجستان

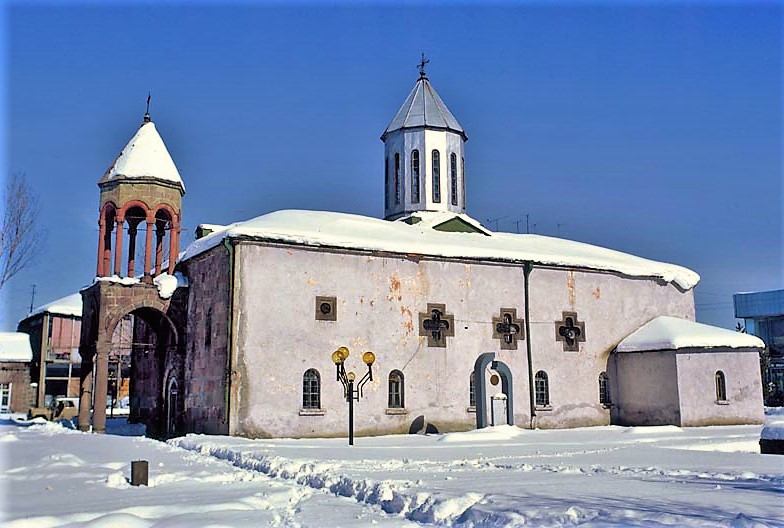
کلیسای ارمنی در آخالکالاکی

اکثریت ارمنی‌های ساکن در گرجستان ارمنی‌های ارتدکس تابع کلیسای حواری ارمنی و زیر نظر آستان قدس اچمیادزین در ارمنستان می‌باشند. مسائل مربوط به ارمنی‌های گرجستان از سوی مقر اسقفی ارمنی در گرجستان حل و فصل می‌شود که به ارمنی «ویراهایوتس تم» نامیده شده و رئیس آن اسقف «وازگن میراخانیان» است. امروزه تنها دو کلیسای ارمنی فعال در تفلیس وجود دارد. چندین کلیسای ارمنی قبلاً تخریب شده یا تبدیل به کلیسای گرجی شده یا در شرف تبدیل شدن به کلیسای گرجی هستند. کلیسای ارمنی تقاضای مالکیت و اعمال حقوق مجدد بر شش کلیسا را کرده است.
پنج کلیسای مهم حواری ارمنی گرجستان عبارتند از:
- کلیسای نوراشن مقدس[پانویس ۲۴]
- کلیسای نشان مقدس[پانویس ۲۵]
- کلیسای مریم مقدس شامخورتسوتس[پانویس ۲۶]
- کلیسای گئورگ مقدس موقنو[پانویس ۲۷]
- کلیسای میناس مقدس[پانویس ۲۸]

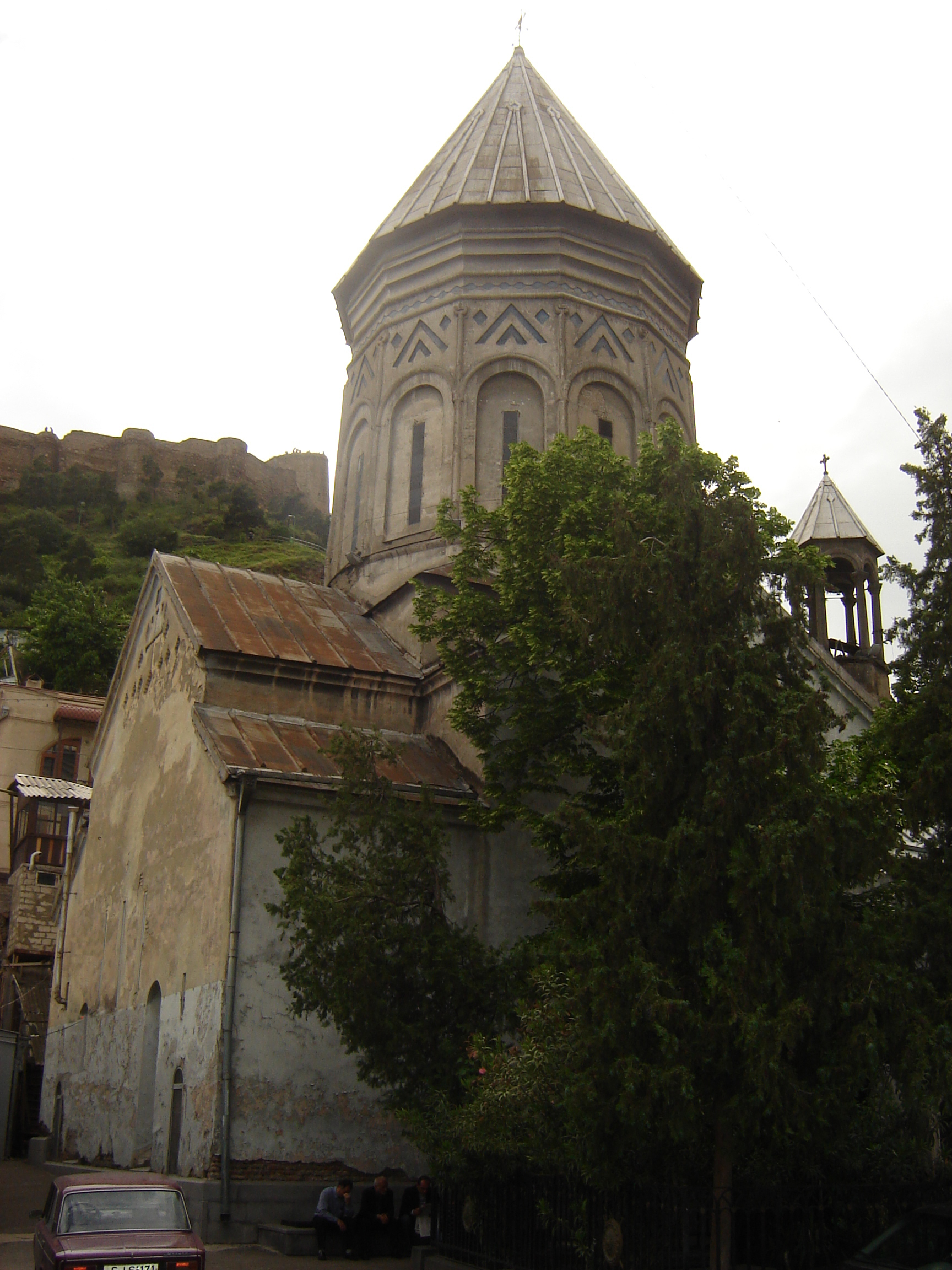
کلیسای ارمنی سورپ گئورگ در تفلیس قرن سیزدهم

کلیسای دیگری موسوم به نشان مقدس در شهرستان آخالکالاکی در جاواخک است که منطقه‌ای با اکثریت جمعیت ارمنی است. از کلیه این کلیساها که در طی سده‌ها برای ارمنیان خدمت نموده‌اند و هیچ استفاده‌ای تحت هیچ عنوانی از آن‌ها نمی‌شود. در طی حکومت شوروی، دولت کمونیست اکثر معابد مسیحی را ملی اعلام کرد اما با استقرار مجدد حاکمیت گرجستان، این معابد مجدداً به ارمنیان بازگردانده نشدند. بازسازی این کلیساها مستلزم سرمایه‌های کلانی است که نه ارمنی‌های گرجستان و نه اچمیادزین و نه جامعه ارمنی تفلیس از عهده آن بر نمی‌آیند. چندین کلیسای ارمنی در گرجستان که مزین به چهره‌های شخصیتی برجسته ارمنیان بوده‌اند هم‌اکنون به ارتدکس‌های گرجی یا سایر فرقه‌ها تعلق گرفته‌اند.

### تاریخ اولیه مذهب
کلیسای ارمنی در گرجستان حدود پانزده سده حضور داشته چنان‌که حضور آن از اوائل سده پنجم آغاز شده است. «اوختانس» مورخ سده وسطای ارمنی گزارش داده که در شهر گرجی «تسارتاوی» یک اسقف‌نشین ارمنی تحت صلاحیت پاتریارک ارمنی وجود داشته که از سوی اسقفی موسوم به «مووسس» رهبری می‌شد.
مورخ دیگر ارمنی «ماتئوس آرخا» می‌نویسد که در طی سلطنت شاه داویت چهارم به قلمرو اسقف‌نشین کلیسای ارمنی حالت رسمیت داده شد؛ بنابراین کلیسای جامع کلیسای گئورگ مقدس تفلیس مرکز اداری ارمنیان شد. بیش از ششصد مکان فرهنگی و مذهبی نظیر کلیساها، مدارس علوم دینی و دیرها موجود بوده‌اند با وجود این بخش وسیعی از این اماکن به خاطر بلایای طبیعی، تعصب و سایر عوامل از بین رفته‌اند.

### وضعیت کنونی
ارمنیان عمدتاً در گرجستان تابع کلیسای حواری ارمنی هستند البته تعداد قابل توجهی ارمنی کاتولیک در جاواخک زندگی می‌کنند.

### ارمنی‌های کاتولیک در گرجستان
در گرجستان همچنین یک حوزه ارمنی کاتولیک وجود دارد. ارمنی‌های کاتولیک به‌طور برجسته در جاواخک و تعداد کمتری هم در سایر نقاط کشور از جمله تفلیس به سر می‌برند.
کاتولیک‌های ارمنی تابع حوزه کاتولیکی ارمنستان، گرجستان و اروپای شرقی می‌باشند که بعد از تعطیلی طولانی در دوره اتحاد شوروی در سال ۱۹۹۱ میلادی مجدداً بازگشایی شد. «اسقف نرسس در نرسسیان» عضو جماعت مخیتاریست‌های ونیز برای چندین سال عهده‌دار ریاست این حوزه بود که به علت کهولت سن جای خود را به «اسقف نشان گاراکهیان» داد.
در کلیسای کاتولیک ارمنی مراسم مذهبی به زبان ارمنی است ولیکن هستند ارامنه کاتولیکی که مراسم را به زبان لاتین اجرا می‌کنند با این وجود ارامنه کاتولیک از سوی واتیکان تابع کلیسای کاتولیک ارمنی در نظر گرفته می‌شوند.

### مراسم بیزانسی کاتولیک‌های گرجی و مراسم ارمنی
در پایان سده نوزدهم هنگامی که تقریباً همه کاتولیک‌های گرجی مراسم را به زبان لاتین اجرا می‌کردند برخی تمایلات در استفاده از مراسم بیزانسی مورد استفاده در کلیسای ارتدکس گرجی و کلیسای حواری ارمنی از سوی کلیسای کاتولیک ابراز شد. حکومت تزاری روسیه که گرجستان را از آغاز آن سده تحت نظر خود داشت این مراسم را محدود به کلیسای ارتدکس شرقی کرده بود.
از این رو برخی از این گرجی‌های کاتولیک اعم از روحانیون و عوام، مراسم ارمنی را پذیرفته و به حوزه کاتولیک ارمنی آرتوین که در قفقاز جنوبی روسیه از سال ۱۹۰۵ میلادی تأسیس شده بود پیوستند تنها بعد از اعطای آزادی مذهبی در روسیه در ۱۹۰۵ میلادی بود که سرانجام برخی کاتولیک‌ها در گرجستان، مراسم بیزانسی را اعمال کردند.

## آموزش و پرورش
تفلیس دارای سه مدرسه ویژه ارمنیان است همچنین پنج مدرسه ارمنی - روسی و ارمنی – گرجی وجود دارد که همه آن‌ها علاوه بر برنامه آموزشی به تعلیم زبان و ادبیات ارمنی نیز می‌پردازند اما شکایت عمومی در این است که برنامه درس تاریخ ارمنی گنجانده نشده است. دولت ارمنستان هزاران کتاب درسی را از ارمنستان به مدارس ارمنی گرجستان می‌فرستد اما این مدارس هنوز دارای کمبود کتاب و امکانات بوده و نیاز به بازسازی و اصلاح فوری دارند. سالانه حدود پنجاه نفر با ملیت ارمنی وارد دانشگاه‌های گرجستان می‌شوند.

## رسانه‌های گروهی
تفلیس یک مرکز مهم برای انتشارات زبان ارمنی از قبیل انتشار «نشریه هاراچ» از سوی فدراسیون انقلابی ارمنی از ۱۹۰۶ تا ۱۹۰۹ میلادی بوده است که در این نشریه ناشران و نویسندگان مشهور ادبی و سیاسی فعالیت می‌کردند. بعد از اعمال ممنوعیت از سوی مقامات روسی، نام روزنامه به «هوریزون» تغییر یافت که وابسته به هیچ حزب سیاسی خاص نبود و تا ۱۹۱۸ میلادی انتشار می‌یافت. هم‌اکنون یک روزنامه ارمنی به نام «وراستان»(این کلمه به ارمنی معادل گرجستان است) به زبان ارمنی در تفلیس منتشر می‌شود.

## روابط ارمنستان و گرجستان
ارمنستان و گرجستان دارای تاریخ طولانی روابط فرهنگی و سیاسی بوده‌اند. تعامل این روابط در قرون وسطی زمانی که گفتگوی فرهنگی باروری علیه امپراتور همسایه خود به عمل آوردند نمایان گشت. ازدواجهای پرشماری میان خانواده‌های مشهور و سلطنتی ارمنی و گرجی و نیز میان خانواده‌های چندین نواحی مرزی صورت گرفته است. روابط ارمنی‌ها و گرجی‌ها همیشه ماهیتی واقعی داشته ولی آن‌ها حتی این روابط را در سال‌های استقلال پس از شوروی رسماً بیان نمودند. دولتهای ارمنستان و گرجستان کلاً با هم دارای روابط مثبتی هستند ولی برخی مشکلات در این اواخر هم وجود داشته است. شمار ارامنه‌ای که در گرجستان ساکنند بیش از شمار گرجی‌هایی است که در ارمنستان زندگی می‌کنند.
باوجود اینکه و جود شمار زیادی ارمنی در گرجستان و داشتن پنج نماینده، مجلس گرجستان هنوز قانونی برای شناسایی نسل‌کشی ارمنیان تصویب نکرده است. برخی می‌گویند که دستکم یکی از علل عدم شناسایی نسل‌کشی، حضور شمار گسترده‌ای از جمعیت آذری‌ها در گرجستان است که یک اقلیت بزرگ در جمهوری گرجستان محسوب می‌شوند.

## احساسات ضد ارمنی
این امر بیشتر در مشاجره در خصوص بی‌طرفی عقائد یا اظهار نظر در مورد موضوعی اعمال شده از سوی مقامات است تا اعمال فعالیت‌های بالفعل.
برخی از ارمنیان معتقدند که آن‌ها قربانی سیاست انتقال توازن جمعیتی از سامتسخه-جاواختی شده‌اند تا تعدادی از خانواده‌های گرجی در آنجا اسکان یابند. ارمنی‌ها همچنین دارای نماینده کمی در حکومت هستند یعنی دارای ۵ کرسی از ۲۳۵ کرسی پارلمان می‌باشند. تبعیض و بی‌اعتمادی متقابل نیز وجود دارد. اعتراضاتی چند نیز وجود داشته که برخی از آن‌ها منجر به برخورد فیزیکی با مأموران شده است.
جمهوری خودمختار آبخازیا نیز دارای جمعیت مهمی از ارمنیان است که بیست درصد از جمعیت این جمهوری را تشکیل می‌دهند و لیکن مقامات غیررسمی آبخازی متهم شده‌اند که عمداً از تعداد ارمنیان محلی آبخازیا کاسته‌اند.

## ارمنی‌های مشهور گرجستان
- واسیلی اوسیپویج ببوتوف[پانویس ۳۸] از شخصیت‌های سیاسی و اجتماعی

از خانواده برجسته گرجی با اصلیت ارمنی که نقش مهمی در زندگی اقتصادی و اجتماعی در تفلیس در سده‌های هفدهم و هجدهم اعمال کرد و سپس در نیروی نظامی امپراتوری روسیه خدمت نمود.
- خوجامیناسیشویلی از خانواده تجار ثروتمند ارمنی در گرجستان که با نشان پرنس از سوی پادشاه گرجی ارکل دوم[پانویس ۳۹] در ۱۷۷۵ میلادی مورد تجلیل قرار گرفت و سمت‌ها و عناوینش از سوی دولت امپراتوری روسیه در ۱۸۵۷ میلادی مورد تأیید قرار گرفت.
- آلکساندر خاتیسیان یک روزنامه‌نگار و سیاست‌مدار ارمنی بود او بین سال‌های ۱۹۱۰ تا ۱۹۱۷ میلادی شهردار تفلیس بود. در طی تأسیس اولین جمهوری ارمنستان او به عنوان عضو شورای ملی ارمنی تفلیس در شورای ملی ارمنی و بعداً در هیئت رئیسه دائمی انتخابی از سوی کنگره ارمنی، ارمنی‌های شرق خدمت نمود.
- هوهانس کاچازنونی اولین نخست‌وزیر جمهوری ارمنستان از ۳۰ می ۱۹۱۸ تا ۲۸ می ۱۹۱۹ میلادی بود. او عضو فدراسیون انقلابی ارمنی بود.
- سایات‌نووا
- رافی
- گابریل سوندوکیان نویسنده و نمایشنامه‌نویس برجسته ارمنی و مؤسس درام نوین ارمنی بود. سوندوکیان هم ارمنی کلاسیک و مدرن و زبان‌های فرانسه، ایتالیایی و روسی را در دانشگاه سن پترزبورگ فرا گرفت یعنی جائی که او مقاله‌ای در اصول نظم فارسی نگاشت.

سپس او به تفلیس برگشته و خدمات اجتماعی انجام داد. در سال ۱۸۶۳ میلادی کمپانی تئاتر ارمنی تفلیس اولین نمایش او را با نام «عطسه در شب خوش‌اقبال» را به صحنه برد. نمایشنامه معروف او یعنی «پپو» در سال ۱۸۳۵ میلادی مبدل به اولین فیلم ارمنی شد. فیلم دیگر بر اساس آثار او «خاتابالا» است. تئاتر دولتی ارمنستان به افتخار او نام‌گذاری شده است.
- هوهانس تومانیان
- آرام خاچاتوریان
- سرگئی پاراجانف
- میکائیل تاریوردیف او در تفلیس متولد شده و آهنگساز برجسته شوروی با تبار ارمنی بود. او ریاست گروه آهنگسازان اتحادیه سینماتوگراف‌های شوروی را از بدو تأسیس آن بر عهده داشت.
- سباستین شاهومیان[پانویس ۴۲] او تئوریسین شوروی زبان‌شناسی بود. او علاوه بر ارمنی، گرجی و روسی زبان‌های آلمانی و انگلیسی را نیز فرا گرفت. او مدرک زبانشناسی خود را در دانشگاه دولتی تفلیس اخذ نمود. او زبانشناسی ساختاری را در ۱۹۶۵ میلادی تألیف نموده و بخش زبان‌شناسی ساختاری را در انستیتوی زبان روسی در مسکو تأسیس نمود.

او مبادی «دستور زایشی» روسی را در ۱۹۵۸ میلادی و مدل کاربردی دستور زایشی و حسابهای دگرگون شده روسی را در سال ۱۹۶۳ میلادی هر دو را با «سوبولوا» بازنوشت نمود.
- تیگران پتروسیان

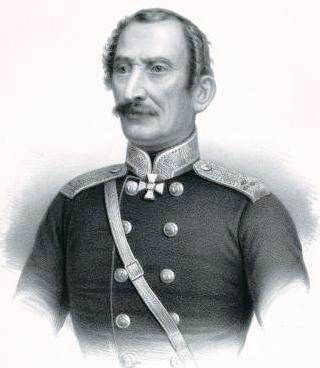
واسیلی اوسیپویج ببوتوف
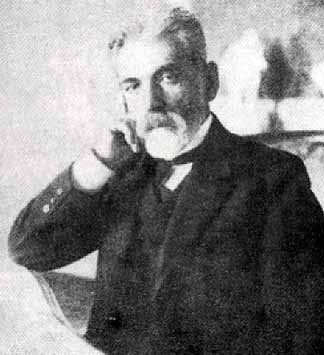
هوانس کاچازنونی
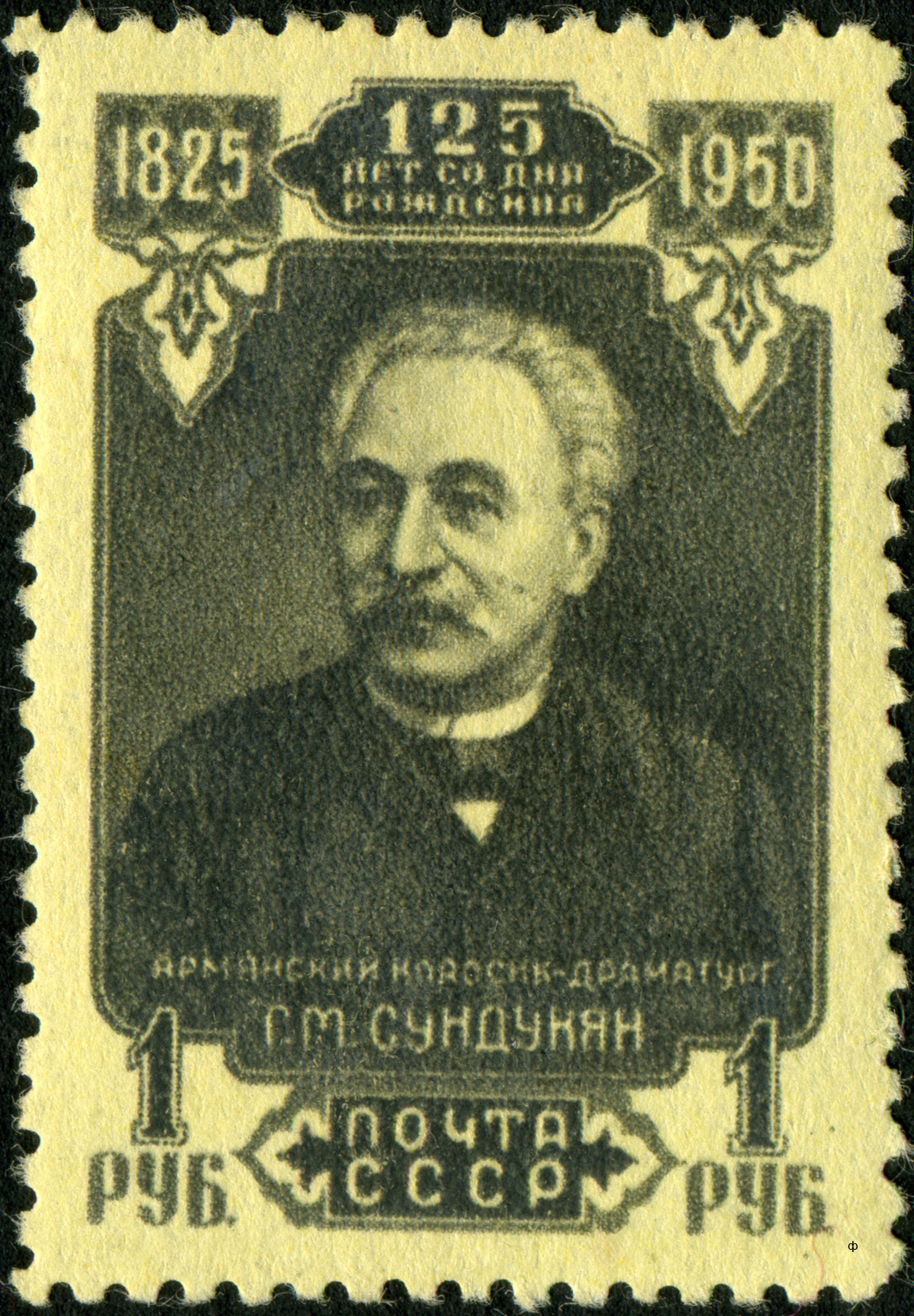
گابریل سوندوکیان
سایات‌نووا
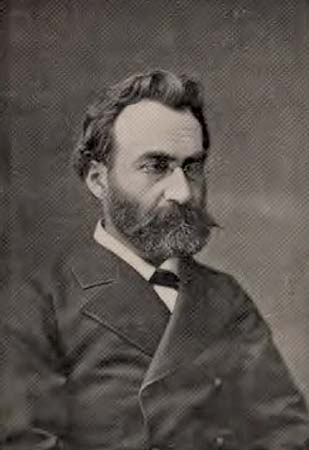
رافی
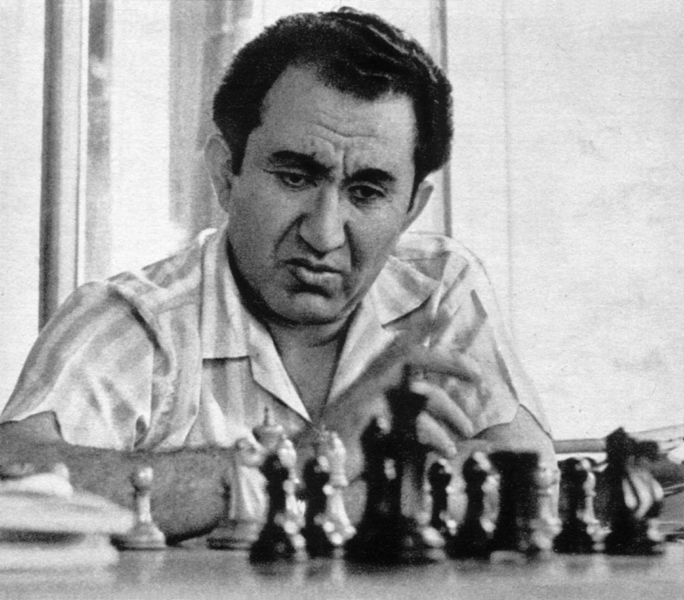
تیگران پتروسیان